# Lil' Darlin'
Lil' Darlin' è un album live di Red Garland, pubblicato dalla Status Records nel 1965. Il disco fu registrato dal vivo il 2 ottobre del 1959 al The Prelude di New York City (si tratta dello stesso concerto da cui sono stati pubblicati gli albums: Satin Doll (1983, solo 2 brani del concerto) e Red Garland at the Prelude (1959, tutti brani live).

## Tracce
Lato A
1. Lil' Darlin' – 10:02 (Neal Hefti) – Il brano comprende una prima falsa partenza del pezzo di 0:31 secondi
2. We Kiss in a Shadow – 5:40 (Richard Rodgers, Oscar Hammerstein II)

Lato B
1. Blues in the Closet – 4:29 (Oscar Pettiford)
2. Like Someone in Love – 10:13 (Jimmy Van Heusen, Johnny Burke)

## Musicisti
- Red Garland - pianoforte
- Jimmy Rowser - contrabbasso
- Charles Specks Wright - batteria